# Baszki (Lublini vajdaság)
Baszki (IPA: [baʂki]) lengyelországi falu, Niemce községhez tartozik a Lublini vajdaságban, a Lublini járásban. Megközelítőleg 5 kilométerre délre fekszik Niemcétől, és 9 kilométerre északkeletre a vajdasági székhelytől, Lublintól. Varsótól kb. 150 km-re délkeletre fekszik.

## Fordítás
- Ez a szócikk részben vagy egészben  a   Baszki című angol Wikipédia-szócikk ezen változatának fordításán alapul.  Az eredeti cikk szerkesztőit annak laptörténete sorolja fel. Ez a jelzés csupán a megfogalmazás eredetét és a szerzői jogokat jelzi, nem szolgál a cikkben szereplő információk forrásmegjelöléseként.
- Ez a szócikk részben vagy egészben  a   Baszki című lengyel Wikipédia-szócikk ezen változatának fordításán alapul.  Az eredeti cikk szerkesztőit annak laptörténete sorolja fel. Ez a jelzés csupán a megfogalmazás eredetét és a szerzői jogokat jelzi, nem szolgál a cikkben szereplő információk forrásmegjelöléseként.